# Anatole Kasskoff
Anatole Kasskoff  (San Petersburgo, Rusia, 1904-Bogotá, Colombia, 1978), fue un diseñador y pintor ruso. Llegó a Colombia en enero de 1946, invitado por el gobierno colombiano para colaborar en la ejecución de los trabajos de diseño y decoración de los salones de reunión de la 9ª Conferencia Panamericana en 1948. Con posterioridad Kasskoff permaneció en Bogotá donde tuvo una importante carrera como diseñador en primer término, y adicionalmente como pintor.

## Primeros años
Anatole Kassskoff Tirtoff nació en San Petersburgo el 30 de diciembre de 1904 en el seno de una familia aristocrática de tradición militar. Sus padres fueron María Tirtoff y Mitrophan Kasskoff, Almirante de la Armada del Zar, Nicolás II en ese momento. Fue el quinto de seis hijos. Su primera infancia transcurrió en esta ciudad, demostrando desde muy temprana edad su talento para dibujar. Siendo aún un niño pintó sus primeras acuarelas y dibujaba los personajes de sus libros preferidos de aventuras infantiles.
En 1912 la familia se traslada a Sebastopol, pues el padre ha ascendido a Almirante y ha sido nombrado en la base naval de esta ciudad portuaria, el enclave naval ruso más importante en el Mar Negro. Pocos años después sería el Jefe del Estado Mayor de la Armada Imperial en esta ciudad, en reconocimiento a sus victorias navales contra las armadas turca y alemana en el Mar Negro, durante la Primera Guerra Mundial (1914-1917). En Sebastopol Anatole continuó su labor de acuarelista, pintando escenas urbanas y paisajes marinos de la ciudad. Debido a los forzados y difíciles traslados de la familia como consecuencia de la revolución comunista de 1917, los cuadernos de dibujos y acuarelas del pequeño y joven Kasskoff no pudieron conservarse.
El impacto de la revolución bolchevique y de la posterior guerra civil, así como el fusilamiento de su padre a comienzos de diciembre de 1917, en cumplimiento de una orden de un comité revolucionario de Sebastopol, convencieron a la familia de que estaba en peligro de muerte. Considerada parte de los llamados rusos blancos, opuestos a la revolución, la familia se trasladó primero a una zona rural cercana a Sebastopol, y luego a Odessa en 1918, donde permaneció por algún tiempo, hasta que, de nuevo presionada por el avance bolchevique, tomó el camino del exilio. Primero se refugiaron en Constantinopla, permaneciendo allí cerca de tres años, y finalmente se establecieron en París a comienzos de 1923, haciendo parte del importante grupo de rusos blancos exiliados en Francia.

## Paris: años de formación
En París el joven Kasskoff cursa estudios y se gradúa en la reconocida Escuela Nacional Superior de Artes Decorativas. Simultáneamente con sus estudios, continuó desarrollando su vocación de pintor, obteniendo fama como acuarelista. Sus cuadros de esta época no son ajenos a las tendencias predominantes de la pintura de la generación de “entre guerras”, lo cual lo lleva a experimentar con el fovismo y la abstracción, pero sus acuarelas tienen un carácter tradicional. Aún hoy es posible encontrar en algunas galerías suizas y francesas acuarelas de esta época accesibles a través de Internet. Siendo aún muy joven contrae matrimonio en Paris con Lydia Ostimovich, igualmente rusa de nacimiento y francesa por adopción.

## Ejercicio profesional: la Maison Jules Leleu
Al término de sus estudios Kasskoff se vincula como Diseñador Jefe a uno de los estudios de diseño y decoración más importantes de Francia en la época, la Maison Jules Leleu, y allí desarrolla una larga e importante labor. La Maison Leleu representa en este momento la estética más depurada y característica del “art decó” francés. El quehacer de Kasskoff abarca el diseño de muebles, tapices y murales. En la Exposition Nationale des Arts et Techniques de 1937, en Paris, el diseñador recibe una Mención de Honor  y la Maisson Leleu, para la que trabajaba como diseñador jefe, recibe el primer premio.
El gobierno de Francia encarga a la Maison Leleu el diseño y decoración de varios salones del edificio de la Liga de las Naciones-Société des Nations- en Ginebra, y Kasskoff es designado para realizar el diseño de uno de los ambientes más importantes del edificio: el Salon Privé du Conseil. Kasskoff realiza un monumental mural en vidrio grabado, con motivos alusivos a la paz, así como el diseño de los muebles y las alfombras para este salón. Algunas de las mesas de este ambiente poseen dibujos del diseñador con los mismos motivos del mural. Todo este conjunto, conocido actualmente como el “salón francés” o el “salón Leleu” se ha conservado intacto, se puede admirar por internet, hace parte del patrimonio francés y está abierto a visitas del público en el Palacio de las Naciones en Ginebra.
Es posible encontrar en anticuarios especializados en el “art decó”, muebles clasificados como Leleu-Kaskoff.

## Bogotá, 1946-1948: la 9ª Conferencia Panamericana
El gobierno colombiano se había comprometido a ser la sede de la 9ª Conferencia Panamericana en 1948, compromiso internacional cuya concreción implicó un enorme esfuerzo para el país en varios aspectos: definición de las posiciones colombianas en los distintos tratados internacionales que adoptaría la Conferencia, negociación previa de estos instrumentos internacionales, y organización de la Conferencia a la que asistirían cerca de 1000 personas. Además, era necesario adecuar y decorar los salones donde sesionarían las distintas comisiones y asegurar el correcto alojamiento y atención a los participantes. Para las entidades gubernamentales involucradas en los aspectos temáticos del evento, como para la Bogotá de la época, se trataba de una tarea enorme. Previamente se había determinado que el lugar adecuado para llevar a cabo las sesiones de la Conferencia sería el edificio del Capitolio Nacional, sede del Congreso de la República. Así mismo se había decidido invitar a la Maison Leleu para colaborar en la adecuación y decoración de los salones donde se llevarían a cabo las deliberaciones. Leleu recomendó a Anatole Kasskoff para realizar este trabajo, como lo había hecho anteriormente para el “Salón Privado el Consejo” del edificio de la Liga de las Naciones en Ginebra.
El contexto de la posguerra en Francia afectó la actividad de los diseñadores más reconocidos, debido a la disminución de los grandes proyectos estatales y privados. Kasskoff acepta la recomendación de Jules Leleu de viajar a Colombia y llega a Bogotá acompañado por su esposa a comienzos de 1946. Inicia de inmediato las labores, colaborando con la empresa del señor Boris Sokoloff, igualmente francés de origen ruso, e importante fabricante de muebles establecido en Colombia años atrás. Los diseños y muebles para los salones de la Conferencia fueron realizados en un estilo “moderno”, opuesto al estilo tradicional y clásico de inspiración francesa o inglesa que predominaba en Colombia entre las clases adineradas, y fueron concluidos de manera oportuna para la inauguración de la Conferencia. También remodelaron la Casa Privada de la Presidencia de la República, ubicada en el Palacio de San Carlos, actualmente sede del Ministerio de Relaciones Exteriores. En el llamado en ese entonces bar de la casa privada, Kasskoff pintó un mural alusivo a las distintas regiones geográficas del país, el cual se conserva actualmente.
En pleno desarrollo de las negociaciones estallaron en Bogotá los graves disturbios populares del 9 de abril de 1948, de exacerbada violencia, ocasionados por el asesinato del importante político liberal Jorge Eliécer Gaitán, al salir de su oficina de abogado, situada en el centro de Bogotá, no lejos del Capitolio Nacional donde se reunía la Conferencia. Las instalaciones de esta última fueron atacadas y saqueadas por los manifestantes, destrozando en parte el mobiliario recién estrenado para la ocasión, lo cual dificulta encontrar registros gráficos de estos diseños.
Los diseños de Kasskoff para los muebles y ambientes de la Conferencia, fabricados en gran parte por Boris Sokoloff, son tenidos como un aporte importante en la trayectoria del diseño en Colombia, pues representaron, junto con los aportes de nuevas figuras colombianas, una actualización del diseño en el país, al ampliar la cultura y el gusto por lo moderno en materia de mobiliario y decoración.

## Bogotá 1949-1978. Fundación del estudio “Anatole Kasskoff Decorador”
Kasskoff decidió permanecer en Bogotá y en 1949 fundó un estudio de diseño y decoración, orientado por una concepción global del diseño de interiores, dentro de una estética modernista, que podría llamarse post art decó. Solamente trabajaba por encargos y comisiones específicas. Sin duda su trabajo se inscribe en tendencias internacionales renovadoras que priorizan las líneas simples y depuradas, y que podrían tenerse como antecedentes ya lejanos de la decoración y el diseño minimalistas.
Ante la ausencia de escuelas de diseño en sentido estricto y de diseñadores profesionales, Kasskoff contrataba dibujantes de arquitectura quienes trabajaban en su estudio bajo su dedicada dirección y a quienes orientó hacia el diseño de muebles y alfombras. Algo similar sucede con el grupo amplio de artesanos a quienes se encargaba la manufactura de los muebles y alfombras, a quienes el diseñador supervisaba directa y constantemente. También en este campo de la formación se reconoce a Kasskoff una labor pedagógica de significación. Tras la muerte de su primera esposa, el diseñador se casa en Bogotá con Edda González Llorente, en 1957.
El estudio de Kasskoff se consolida muy pronto como un lugar de prestigio, alta calidad, refinamiento, muebles hechos a mano y diseños exclusivos para los clientes que acuden a él, poseedores de un gusto por la estética moderna y quienes deseaban decorar sus oficinas y hogares con un enfoque nuevo. La nómina de clientes es bastante amplia e incluye instituciones gubernamentales, entidades bancarias, empresas importantes y numerosos clientes privados, colombianos y extranjeros, a quienes decoraba la totalidad de los ambientes de sus casas, construidas también bajo nuevos parámetros arquitectónicos, pues paralelamente, talentosos arquitectos colombianos habían dado el paso hacia distintas versiones de la modernidad. Otros clientes encargaban al diseñador la decoración de un solo ambiente o muebles individuales. Algunos proyectos contemplaban los diseños para las alfombras y ocasionalmente los muebles incluían dibujos figurativos o abstractos pintados por el diseñador.
A pesar de que tanto por su experiencia como por su gusto personal sentía gran afinidad y preferencia por el diseño moderno, alejado de exuberancias y fuerte colorido, Kasskoff aceptó también encargos para la realización de mobiliario clásico, cuyo diseño conocía igualmente, aunque no le ofrecía posibilidades de innovación y creatividad dentro de su visión personal del diseño. Sus proyectos se desarrollaron mayormente en Bogotá, y ocasionalmente en Medellín, Cali y Manizalez.
Junto a su importante trabajo como diseñador Kasskoff mantuvo siempre su vocación de pintor y acuarelista, la cual desarrolló entre la figuración y la abstracción. El trópico colombiano dejó una clara impronta en su obra como pintor realizada en el país, no sólo en el manejo de la luz y el color, sino en la elección de temas como el paisaje de distintas zonas tropicales de Colombia y de sus diversos grupos de población.
Un conjunto amplio y representativo de los diseños y planos de muebles y ambientes de Kasskoff puede encontrarse en el Museo Leopoldo Rother de la Facultad de Arquitectura y Diseño de la Universidad Nacional de Colombia, Bogotá, y allí son consultados por profesores y alumnos de diseño, representantes de la industria del mueble y el público en general.
Kasskoff falleció en Bogotá el 30 de agosto de 1978, dejando una huella y una herencia de significación para el desarrollo del diseño de muebles en Colombia.